# Königseggwald
Königseggwald är en kommun (tyska Gemeinde) i Landkreis Ravensburg i förbundslandet Baden-Württemberg i Tyskland. Folkmängden uppgår till cirka 700 invånare, på en yta av 7 kvadratkilometer.
Kommunen ingår i kommunalförbundet Altshausen tillsammans med kommunerna Altshausen, Boms, Ebenweiler, Ebersbach-Musbach, Eichstegen, Fleischwangen, Guggenhausen, Hoßkirch, Riedhausen och Unterwaldhausen.